# Orthocentrus ambiguus
Orthocentrus ambiguus är en stekelart som beskrevs av Holmgren 1858. Orthocentrus ambiguus ingår i släktet Orthocentrus och familjen brokparasitsteklar. Arten är reproducerande i Sverige. Inga underarter finns listade i Catalogue of Life.